# Jonathan Berry
Jonathan William Berry, 5e vicomte Camrose (né le 26 février 1970) est un pair héréditaire britannique et un homme politique conservateur.

## Jeunesse
Camrose est né en 1970, fils unique d'Adrian Berry, 4e vicomte Camrose et de sa femme Marina Beatrice Sulzberger. Il est un arrière-petit-fils de l'éditeur de journaux William Berry, 1er vicomte Camrose et de l'homme politique F.E. Smith, 1er comte de Birkenhead.
Camrose accède à la vicomté à la mort de son père en 2016.

## Carrière parlementaire
Lors d'une élection partielle de mars 2022, Camrose est élu pour remplacer Lord Rotherwick à la Chambre des lords après le départ à la retraite de Rotherwick en février 2022. Il prononce son premier discours le 27 juin 2022.
En mars 2023, Rishi Sunak nomme Camrose sous-secrétaire d'État parlementaire au ministère de la Science, de l'Innovation et de la Technologie où il est ministre de l'IA et de la Propriété intellectuelle. Le vicomte Camrose est le deuxième pair héréditaire à être nommé à un poste ministériel par Sunak.

## Mariage et enfants
Camrose épouse Aurélie Molin en 1996. Ils ont quatre enfants:
- Olivia Grace Berry (née le 14 mai 1998)
- Hugo William Berry (né en 2000), héritier présomptif de la vicomté.
- Charlotte Julia Berry (née en 2001)
- Tobias Furneaux Berry (né en 2003)